# Sigurd Œil de Serpent
 Sigurd Œil-de-Serpent (vieux-norrois: Sigurðr ormr í auga et anglais : Sigurd Snake-in-the-Eye) est un des fils du légendaire Ragnar Lodbrók  et d'une de ses épouses, Thora Borgarthiort (fille de Heroth, roi de Gothie) ou Aslaug, selon la source scandinave que l'on retient. Il doit son curieux surnom au fait qu’il serait né avec l'image d’un serpent ou d’un dragon qui se mord la queue, entourant la pupille de son œil droit.

## Sigurd roi
Le Ragnarssona þáttr (ou Dit des fils de Ragnarr) nous informe qu'à la mort de son père, Sigurd hérite de la Seeland (grande île du Danemark), de la Scanie et du Halland (Suède), et du Viken (Norvège).

## Les descendants de Sigurd
Sigurd aurait épousé sa captive Blaeja, une fille d'Ælle de Northumbrie.

### Le fils de Sigurd
Sigurd aurait eu comme fils Harthacanute, qui succède à Sigurd comme roi de Seeland, Scanie et Halland, mais il perd le contrôle du Viken. Il serait le père du roi de Danemark Gorm le Vieux.
La « Geste des Danois  » (Gesta Danorum) de Saxo Grammaticus donne une tout autre descendance à Sigurd. Selon elle, à la mort de Sigurd, son jeune fils Eric hérite du trône, mais il doit faire face à un homonyme usurpateur, Eric fils d'Harald. Ce dernier est vaincu et tué par Guthorm, fils d'Harald Klak.  
À sa mort, Eric fils de Sigurd laisse un fils nommé Knut, né de la fille de Guthorm, petite-fille d'Harald Klak.

### Aslaug et son fils Sigurd le Cerf

Mythe de Sigurd, sur pierre runique Sö 101, Ramsund (Nordland)

La fille de Sigurd Aslaug, qui doit son nom à sa grand-mère, épouse Helgi le Hardi, un descendant du roi Ring de Ringerike. Ils ont un fils, « Sigurd le Cerf » (vieux-norrois : Sigurðr hjórtr) qui se distingue par sa taille, sa force et sa beauté, et qui épouse à son tour Thorny, une fille du roi de Jutland Harald Klak. 
Sigurd le Cerf et Thorny ont comme enfants Guttorm et Ragnhild Sigurdsdatter. Lorsque son oncle, le roi Fróði de Ringerike, meurt, Sigurd le Cerf va en Norvège pour assurer sa succession. 
Le Ragnarssona þáttr et l’Heimskringla décrivent les circonstances de sa mort : un berserk du royaume du Hadeland, nommé Haki, tue Sigurd le Cerf, mais perd une main lors du combat. Haki se rend ensuite à la résidence de Sigurd à Stein, prend ses trésors et enlève ses enfants Ragnhild et Guttorm, âgés respectivement de 15 et 14 ans. Haki retourne avec eux au Hadeland où il possède de vastes domaines. Il décide de faire préparer un banquet de noce pour épouser Ragnhild lorsqu’il sera rétabli des nombreuses blessures reçues pendant le combat.
Halfdan le noir, le roi de Vestfold, qui avait appris la nouvelle, charge un de ses hommes « Harek gandr » (c.-à-d. le Loup) à la tête d’une centaine de guerriers, d’aller au Hadeland et de lui ramener Ragnhild. Harek accomplit sa mission, Haki se tue avec sa propre épée sur les bords du lac Mjøsa et Ragnhild épouse Halfdan le noir, dont elle aura un fils, le futur Harald Ier de Norvège.